# Gorky's Zygotic Mynci
Gorky's Zygotic Mynci era un grup de rock gal·lés fundat a Caerfyrddin en 1991 i dissolt el 2006; els Gorkys (nom associat sovint amb Maksim Gorki, però sense cap relació ni significat aparent) cantaven tant en anglés com en la seua llengua materna: el gal·lés.
Recentment, el títol d'una de les cançons més antigues del conjunt, If Fingers Were Xylophones («si els dits foren xilòfons», de 1995), ha sigut emprat indirectament per batejar el tercer disc de Mazoni.

## Cronologia
Els membres fundadors del grup van ser Euros Childs, John Lawrence i Richard James durant la seua època d'estudiants a Ysgol Bro Myrddin (Childs llavors tenia quinze anys): la primera maqueta, Allumette, la gravaren en casset en 1991 amb la participació de Sion Lane en els teclats i Steffan Cravos al violí; en acabant, ambdós deixarien el grup (Cravos fundaria Tystion, un grup de rap en gal·lés) i la segona gravació, Peiriant Pleser, la farien en 1992 amb l'ajuda del bateria Osian Evans. En entrar Megan Childs (la germana d'Euros) com a violinista, el grup fitxaria pel segell independent Ankst.
Així, el primer llançament oficial del grup va ser el disc Patio, una recopilació de diferents gravacions casolanes, en viu o en estudi, que seria ampliat en la versió en CD; en 1994 aparegué el seu primer disc d'estudi, Tatay, i a l'any següent Euros Rowlands substituïria Evans a la bateria en el segon disc, Bwyd Time: Alan Holmes va produir ambdós discs i en va dissenyar les portades coloristes. La primera etapa dels Gorkys presentava un compendi d'influències i d'estils que passava per la delicadesa de l'harmònium de Thema o Cartref en Tatay, l'aparent homenatge al Captain Beefheart en When You Hear the Captain Sing («quan sentes cantar el capità») o la psicodèlia d'Amsermaemaiyndod/cinema, amb una cançó en el canal dret i una altra diferent en l'esquerre.
D'ençà, el conjunt començà a ser promogut sovint pel mític locutor John Peel des de la BBC, un dels pocs espais on no era gens usual sentir música en gal·lès. Els Gorkys encara van traure uns quants discs senzills i mitjans durant la seua etapa en Ankst, caracteritzada per una espontaneïtat experimental inspirada per l'escena musical de Contuberi entre els anys 60 i 70: de fet, el disc Shooting at the Moon de Kevin Ayers apareix ressenyat com «el millor disc de la història» en els crèdits del Tatay, el qual també inclou una versió de l'O, caroline de Robert Wyatt; el Bwyd Time presenta una àmplia gamma d'instruments musicals com, per exemple, la celesta i el sitar acreditats en Iechyd Da. El disc Introducing Gorky's Zygotic Mynci del 1996 recopilava les millors peces per al mercat Americà.
El disc següent, Barafundle (editat per Fontana l'any 97), els el va produir Gorwel Owen, que havia treballat amb els Super Furry Animals: encara que conservava la instrumentació exagerada (en Diamond Jew, per exemple, la sanfònia té un paper protagonista) i el toc psicodèlic, el disc és molt més descansat que els anteriors i s'orienta més cap al folk. La direcció perfilada es va mantindre i refinar en tots els treballs posteriors, encara que no faltaven peces més marxoses com Poodle Rockin' en Spanish Dance Troupe o Mow the Lawn en Sleep/Holiday. L'any 2000, els Gorkys aparegueren en la pel·lícula Camgymeriad Gwych, un documental sobre l'escena musical gal·lesa on tocaven O Caroline II junt amb John Cale: l'ex membre gal·lés de la Velvet Underground ja havia proclamat Patio com el seu «disc preferit de tots els temps».
Spanish Dance Troupe, presentat a la Plaça de Bous de València en 1999 (junt amb Al Tall, Kepa Junkera i Sopa de Cabra), va ser l'últim disc amb John Lawrence abans que deixara el grup, i Sleep/Holiday l'últim de Gorky's Zygotic Mynci: quan el conjunt va anunciar la dissolució en 26 de maig del 2006, Euros Childs i Richard James ja treballaven en les respectives carreres en solitari.

## Discografia

### Maquetes
| data | títol           | comentaris                                                  |
| ---- | --------------- | ----------------------------------------------------------- |
| 1991 | Allumette       | inclou sengles versions de A Day in The Life i Heywood Lane |
| 1992 | Peiriant Pleser | segona maqueta                                              |

### Discs
| data | títol                                      | segell    | comentaris                                                            |
| ---- | ------------------------------------------ | --------- | --------------------------------------------------------------------- |
| 1992 | Patio                                      | Ankst     | originàriament editat en vinil, en 1995 es va editar en CD amb extras |
| 1994 | Tatay                                      | Ankst     | primer disc completament d'estudi                                     |
| 1995 | Bwyd Time                                  | Ankst     | número 150 en les llistes                                             |
| 1997 | Barafundle                                 | Fontana   | número 46 en llistes                                                  |
| 1998 | Gorky 5                                    | Mercury   | número 67                                                             |
| 1999 | Spanish Dance Troupe                       | Mantra    | número 88                                                             |
| 2000 | The Blue Trees                             | Mantra    | número 126                                                            |
| 2001 | How I Long to Feel That Summer in My Heart | Mantra    | número 76                                                             |
| 2003 | Sleep/Holiday                              | Sanctuary | número 132                                                            |
| 2003 | 20: Singles & EP's '94-'96                 | ?         | recopilatori dels èxits amb Ankst                                     |

### Senzills
Els Gorkys tenen el dubtós honor de ser l'únic grup amb huit senzills entre els setanta-cinc millors sense arribar a estar mai entre els quaranta millors, malgrat haver aplegat als llocs 41, 42 i 43; altres artistes com That Petrol Emotion o BK també han arribat a estar entre els setanta-cinc millors sense arribar mai al 40.
| data | títol                                   | segell  | comentaris |
| ---- | --------------------------------------- | ------- | ---------- |
| 1996 | Patio Song                              | Fontana | número 41  |
| 1997 | Diamond Dew                             | Fontana | número 42  |
| 1997 | Young Girls & Happy Endings/Dark Nights | Fontana | número 49  |
| 1998 | Sweet Johnny                            | Fontana | número 60  |
| 1998 | Let's Get Together (in Our Minds)       | Fontana | número 43  |
| 1999 | Spanish Dance Troupe                    | Mantra  | número 47  |
| 2000 | Poodle Rockin'                          | Mantra  | número 52  |
| 2001 | Stood on Gold                           | Mantra  | número 65  |